# Bosch (serie de televisión)
Bosch es una serie de televisión estadounidense de género policiaco producida por Amazon y protagonizada por Titus Welliver, como el detective del Departamento de Policía de Los Ángeles, Harry Bosch, inspirada en el personajes y las novelas del escritor estadounidense Michael Connelly. La serie fue desarrollada por Eric Overmyer para Amazon y en su primera temporada adaptó los libros Ciudad de huesos, Echo Park y La rubia de hormigón. La séptima y última temporada se estrenó el 25 de junio de 2021. Una serie derivada, Bosch: Legacy, se estrenó en Amazon Freevee el 6 de mayo de 2022.
Es una de las dos series dramáticas cuyos pilotos emitió Amazon en línea a principios de 2014 en la que los espectadores dejaron sus opiniones sobre el episodio antes de que estudio decidiera si encargaba la serie. El 12 de marzo de 2014, Amazon encargó la primera temporada completa para aparecer en Amazon Prime y se estrenó el 13 de febrero de 2015.
Para la segunda temporada que se estrenó el 11 de marzo de 2016, se emplearon las novelas de Connelly Pasaje al paraíso, Cuesta abajo, y El último coyote.
El 1 de abril de 2016, Bosch fue renovada para una tercera temporada, que cual adaptó la novela de Connelly El Eco negro con elementos de Más oscuro que la noche.
En la cuarta temporada, Michael Connelly explicó que esta entrega continuaría tramas inconclusas de la tercera temporada además de desarrollar la novela El Vuelo del ángel.

## Argumento

### Temporada 1
Basado en The Concrete Blonde (Libro 3), City of Bones (Libro 8), y Echo Park (Libro 12)
Al comienzo del episodio piloto, Bosch está persiguiendo a un sospechoso al que finalmente acorrala. Bosch dispara sobre él cuando este se echa la mano al bolsillo. El incidente es mostrado más adelante en el episodio, en dos escenas retrospectivas. Cuando se ve desde el punto de vista de Bosch, parece que hay algo en la mano del sospechoso que cae en un charco. La abogada de la acusación defiende que no había nada en la mano del muerto y que fue Bosch quien le puso una pistola. Pasara lo que pasara, el departamento de policía no toma ninguna medida. La serie avanza a dos años más tarde, cuando Bosch es demandado por la familia del sospechoso en un juicio por la muerte de éste.
Sintiendo que tiene que continuar ejerciendo como agente de policía, solicita cambiar su turno con otros dos detectives y trabajar el fin de semana. Le llaman para un primer caso aparentemente de suicidio y otro segundo en el que un médico refiere que su perro ha encontrado un hueso humano en el bosque. 
El hueso lleva a más huesos y el forense determina que el esqueleto es de un joven que fue horriblemente maltratado y golpeado, y luego enterrado en el bosque. El chico lleva muerto desde al menos 1989 y su edad al morir se sitúa entre los 10 y los 12 años. Los detalles del maltrato (más de 40 huesos rotos, algunas roturas curadas mientras otras eran relativamente recientes) y su muerte son tan horripilantes que Bosch tiene que salir fuera e ir al baño a echarse agua en la cara y sentarse un momento en el retrete para recuperar la compostura.

### Temporada 2
Basado en The Last Coyote (Libro 4) y Trunk Music (Libro 5)
[actualizar]

### Temporada 3
Basado en The Black Echo (Libro 1), A Darkness More Than Night (Libro 7) y una parte de The Drop (Libro 15)
[actualizar]

### Temporada 4
Basado en Angels Flight (Libro 6) y una parte de Nine Dragons (Libro 14)
[actualizar]

### Temporada 5
Basado en Two Kinds of Truth (Libro 20)
[actualizar]

### Temporada 6
Basado en The Overlook (Libro 13), y Dark Sacred Night (Libro 21)
[actualizar]

### Temporada 7
Basado en The Burning Room (Libro 17)
[actualizar]

## Producción
Amazon Studios anunció el 31 de octubre de 2013 que había dado la luz verde a Bosch para su producción. El piloto, de una hora de duración, lo protagonizó Titus Welliver como Harry Bosch y contó con Annie Wersching, Amy Precio-Francis y Jamie Hector como coprotagonistas. Henrik Bastin, de Fabrik Entertainment, era el productor y Jim McKay el director.
Según Connelly, se hizo "una cantidad justa de cambios al mundo de Harry Bosch" al hacer el cambio de las páginas a la pantalla." En la serie, Harry "tiene 47 años y es un veterano de la primera Guerra del Golfo en 1991," cuando era miembro de un equipo de fuerzas especiales que limpiaba túneles, pero "ahora ha sido un agente de policía durante veinte años, con la excepción de un año cuando se reenganchó en el Ejército después del 11-S, como hicieron muchos agentes del LAPD. Vuelve al cuerpo tras servir en Afganistán y otra vez encontrando túneles de combate."
Desde el 4 de noviembre de 2013 y durante 13 días se extendió el rodaje en Los Ángeles, del que Connelly escribió un diario de rodaje.
El piloto se estrenó en Amazon Prime en febrero de 2014 en el que los clientes podían decidir, mediante sus votos, si se producirían más capítulos de la serie. En marzo de 2014, Amazon anunció que habían contratado una temporada entera de la serie.
Los 10 capítulos de la primera temporada fueron publicados para su visionado en Amazon Video el 13 de febrero de 2015. Algunos elementos del primer capítulo se cambiaron respecto al episodio piloto, como la inclusión en el reparto de Mimi Rogers en sustitución de Amy Price-Francis como la abogada de la acusación, Honey Chandler y la inclusión de una escena en la que Bosch testifica en la corte y Chandler le interroga acerca de su trasfondo.
La serie ha ido renovándose periódicamente hasta la séptima y última temporada.

## Reparto

### Reparto principal
- Titus Welliver como el detective de la sección de homicidios del Departamento de Policía de Los Ángeles Hieronymus 'Harry' Bosch. Un tanto renegado, Harry es un detective astuto con un respeto fundamental por las reglas y la política. Harry vive en una casa privilegiada en los cerros de Hollywood, adquirida con el dinero que ganó vendiendo sus derechos de imagen a una película.
- Jamie Hector como el detective Jerry Edgar, el compañero de Harry.
- Amy Aquino como teniente Grace, superior inmediata y amiga de Harry.
- Lance Reddick como el jefe de policía Irvin Irving.
- Sarah Clarke como Eleanor Wish, exmujer de Harry, con quien todavía tiene una cordial relación.

- Annie Wersching como la agente Julia Brasher, una policía novata, antigua abogada, asignada a la División de Hollywood. Mantiene una relación amorosa con Harry.
- Jason Gedrick como Raynard Waits, un asesino en serie y sospechoso en la muerte del chico cuyos huesos son encontrados en Laurel Canyon.

- Madison Lintz como Maddie Bosch, la hija adolescente de Harry, con quien tiene muy buena relación.
- Jeri Ryan como Veronica Allen, una manipuladora ex-estrella de porno casada con un productor armenio de cine para adultos que es asesinado.
- Brent Sexton como Carl Nash, un detective de homicidios, ahora retirado, que comanda un equipo de policías corruptos.

### Reparto recurrente
- Scott Klace como el sargento John Mankiewicz.
- Steven Culp como Richard 'Rick' O'Shea, abogado de distrito del Condado
- Troy Evans como el detective Johnson (Barril), un detective de homicidio sénior en la División de Hollywood.
- Gregory Scott Cummins como detective Moore (Crate), Barril.
- Robbie Jones como oficial George Irving, hijo del jefe Irving. Un policía novato, más tarde asignado a narcóticos.
- Deji LaRay como oficial Julius Edgewood
- DaJuan Johnson como oficial Rondell Pierce
- Mimi Rogers como Honey "Money" Chandler, una abogada de Derecho Civil

#### Primera temporada
- Scott Wilson como Dr. Paul Guyot, un médico retirado cuyo perro encuentra los huesos de un chico desaparecido.
- Alan Rosenberg como Dr. William Golliher, un antropólogo forense a quien acude Bosch a por la identificación de los huesos.
- Mark Derwin como el capitán Harvey Pounds.
- Abraham Benrubi como Rodney Belk, un abogado que representa a Bosch en su juicio.
- Paul Vincent O'Connor como el Juez Alan M. Keyes, que juzga a Bosch.
- Adam O'Byrne como Nate Tyler, un agresivo reportero del LA Times
- Veronica Carretero como Janet Saxon, madre de Reynard Waits.
- Rose Rollins como la detective Kizmin Rider.

#### Segunda temporada
- Matthew Lillard como Luke 'Afortunado' Rykov, un agente del FBI infiltrado en la mafia rusa que regenta un club de Estriptis en Las Vegas.
- Erika Alexander como Connie Irving, esposa del jefe Irving.
- James Ransone como el Oficial Eddie Arceneaux, un policía corrupto.
- Leisha Hailey como la oficial Maureen Mo ' O'Grady, otra policía corrupta.
- Emilia Zoryan como Layla, el nombre artístico de una bailarina en Dolly´s, un local de estríperes en Las Vegas, y novia misteriosa del productor porno armenio que es asesinado.

#### Tercera temporada
- Winter Ave Zoli como Detective Amy Snyder(temp. 3–4).
- Barry Shabaka Henley como Detective Terry Drake (temp. 3–4).
- John Getz como Bradley Walker (temp. 3–4).
- Linda Park como Jun Park (temp. 3-7).
- Verona Blue como Shaz (temp. 3–5).
- Monti Sharp como Clifton Campbell (temp. 3–4).
- John Ales como Andrew Holland.
- Max Arciniega como Xavi Moreno.
- Christopher Backus como Woody Woodrow.
- Beth Broderick como Judge Sharon Houghton.
- Frank Clem como Ed Gunn.
- Spencer Garrett como Fowkkes (temp. 3, 7).
- Jeffrey Pierce como Trevor Dobbs.
- Brooke Smith como Captain Ellen Lewis.
- Paola Turbay como Deputy District Attorney Anita Benítez.
- Jared Ward como Jesse Tafero.
- Arnold Vosloo como Rudy Tafero.
- Bridger Zadina como Sharkey.

#### Cuarta temporada
- Clark Johnson como Howard Elias.
- Tamberla Perry como Detective Gabriella Lincoln.
- Anne Dudek como Pamela Duncan.
- Jamie McShane como el detective Francis Sheehan.
- Louis Ozawa Changchien como el agente del FBI Chuck Deng.
- Anna Diop como Desiree Zealy.
- Sara Arrington como Margaret Sheehan.
- Deidrie Henry como Millie Elias.
- David Hoflin como el detective Doug Rooker.
- Keston John como Michael Harris.
- Kristen Ariza como Laura Cooke(temp. 4, 6).
- Leonard Wu como Shiwei Chen.
- Jason Rogel como el deective Jeremy Fix.

#### Quinta temporada
- Ryan Hurst como Hector Bonner.
- Mason Dye como Tom Galligan.
- Judith Moreland como DA Cheryl Hines (temp. 5, 7).
- Jacqueline Obradors como Detective Christina Vega (temp. 5–7).
- M. C. Gainey como Ryan Rodgers (temp. 5–6).
- Bianca Kajlich como DA Investigator Christina Henry.
- Chris Browning como Preston Borders.
- Juliet Landau como Rita Tedesco.
- Jon Lindstrom como Lance Cronyn.
- Avery Clyde como Kathy Zelden.
- Doug Simpson como Terry Spencer.
- Chris Vance como Dalton Walsh.
- Jamie Anne Allman como Elizabeth Clayton (temp. 5–6).
- C. Thomas Howell como Louis Degner.
- Yani Gellman como José Esquivel Jr.
- Kevin Sifuentes como José Esquivel Sr.
- Rene Moran como Oscar Pineto.
- Celestino Cornielle como Charlie Hovan (temp. 5–6).
- Kwame Patterson como Gary Wise.
- Sam Meader como Sean Terrion (temp. 5–6).
- Mark Adair-Rios como DDA Kennedy (temp. 5–6).
- Richard Brooks como Dwight Wise (temp. 5–6).
- Treva Etienne como Jacques Avril (temp. 5–6).
- Wilmer Calderon como Detective Daniel Arias (temp. 5–6).
- Al Vicente como Detective Ray Marcos (temp. 5–6).

#### Sexta temporada
- Kovar McClure como Dr. Stanley Kent.
- Lynn Collins como Alicia Kent.
- Julie Ann Emery como FBI Agent Sylvia Reece (temp. 6–7).
- Adam J. Harrington como FBI SAC Jack Brenner (temp. 6–7).
- Carter MacIntyre como FBI Agent Clifford Maxwell.
- Abby Brammell como Heather Strout.
- Kevin Will como Waylon Strout.
- Chris Payne Gilbert como Travis Strout
- Leith M. Burke como Charlie Dax.
- Mary-Bonner Baker como DDA Hannah Blair.
- Benjamin Burt como Ben Craver.
- Jon Fletcher como Alex Sands.
- Tzi Ma como Brent Charles.
- Ashton Holmes como Roger Dillon.
- Jonny Rios como Antonio Valens.
- D. W. Moffett como Jack Killoran.
- Mitchell Fink como Ray Thacker.
- Bambadjan Bamba como Remi Toussaint.
- Brian D. Mason como Winston.
- Terrence Terrell como Marvel.

#### Séptima temporada
[actualizar]

## Recepción
Las críticas de Bosch fueron generalmente positivas. Metacritic da a la serie una media de puntuación de 73, basándose en las valoraciones de 35 críticos.